# 3838-as mellékút (Magyarország)
A 3838-as számú mellékút egy bő 9 kilométeres hosszúságú, négy számjegyű mellékút Borsod-Abaúj-Zemplén vármegye délkeleti részén; Bodrogkeresztúrt köti össze egyrészt Tokaj városával, másrészt a 37-es főúttal. Korábban a 38-as főút része volt.

## Nyomvonala
A 37-es főútból ágazik ki, annak a 39+800-as kilométerszelvénye közelében, Bodrogkisfalud és Bodrogkeresztúr határvonalán, kelet-délkeleti irányban. Kezdeti szakasza Kisfaludi út néven húzódik Bodrogkisfaludhoz tartozó ipari területek mellett, azoktól délre, majd mintegy 300 méter után kiágazik belőle északi irányban a 3801-es út – ez egészen Sárospatakig vezet a 37-es főúttal párhuzamosan, de az útba eső települések mindegyikének a központját is érintve. Kicsivel ezután szintben keresztezi a Budapest–Sátoraljaújhely-vasútvonalat, Bodrogkeresztúr vasútállomás térségének déli széle mellett, majd Kossuth utca néven folytatódik, egy darabig még továbbra is a két település határvonalát képezve.
Az 1+250-es kilométerszelvénye közelében lép csak át teljesen bodrogkeresztúri területre, hamarosan eléri a Bodrog folyását, s ott délebbnek fordul. A központban, 2,9 kilométer után beletorkollik délnyugat felől, Tarcal irányából a 3816-os út, mely ott 3,5 kilométer megtételén van túl; 3,5 kilométer megtétele után pedig kilép a település belterületei közül.
4,9 kilométer megtétele után éri el Tokaj északnyugati határszélét, nem sokkal ezután pedig már a város belterületét is, ahol a Bodrogkeresztúri út nevet veszi fel. Végigkanyarog a város északi részén, majd a 8. kilométere közelében kettéválik, két egyirányú szakaszra; a dél felé vezető ága a Vasvári Pál utca, majd a Serház utca, az ellenkező irányú pedig a Mosolygó József utca, majd a Szepsi László utca nevet viseli. A két ág a 8+800-as kilométerszelvény közelében egyesül újra – ott egy kisebb szakasza a Kis Albert tér nevet viseli – majd Mosolygó József utca néven folytatódik a városközpontig, ahol véget is ér, betorkollva a 38-as főút 9+200-as kilométerszelvénye közelében létesült körforgalomba.
Teljes hossza, az országos közutak térképes nyilvántartását szolgáló kira.kozut.hu adatbázisa szerint 9,135 kilométer.

## Története
A Kartográfiai Vállalat által 1990-ben kiadott Magyarország autóatlasza térképének tanúsága szerint abban az időben a 38-as főút részét képezte.

## Települések az út mentén
- (Bodrogkisfalud)
- Bodrogkeresztúr
- Tokaj